# Porphyrinia perlana
Porphyrinia perlana là một loài bướm đêm trong họ Noctuidae.